# Општина Хусасау де Тинка (Бихор)
Хусасау де Тинка (рум. Husasău de Tinca) општина је у Румунији у округу Бихор.
Oпштина се налази на надморској висини од 172 m.